# 帕查庫特克山
16°27′18″S 71°2′47″W / 16.45500°S 71.04639°W
帕查庫特克山（Pachakutiq），是秘魯的山峰，位於該國南部阿雷基帕大區的阿雷基帕省和莫克瓜大區的桑切斯將軍山省，屬於安第斯山脈的一部分，海拔高度約5,400米。